# Кальтабеллотта
Кальтабеллотта (італ. Caltabellotta, сиц. Cataviddotta) — муніципалітет в Італії, у регіоні Сицилія,  провінція Агрідженто.
Кальтабеллотта розташована на відстані близько 490 км на південь від Рима, 65 км на південь від Палермо, 45 км на північний захід від Агрідженто.
Населення — 3730 осіб (2014).

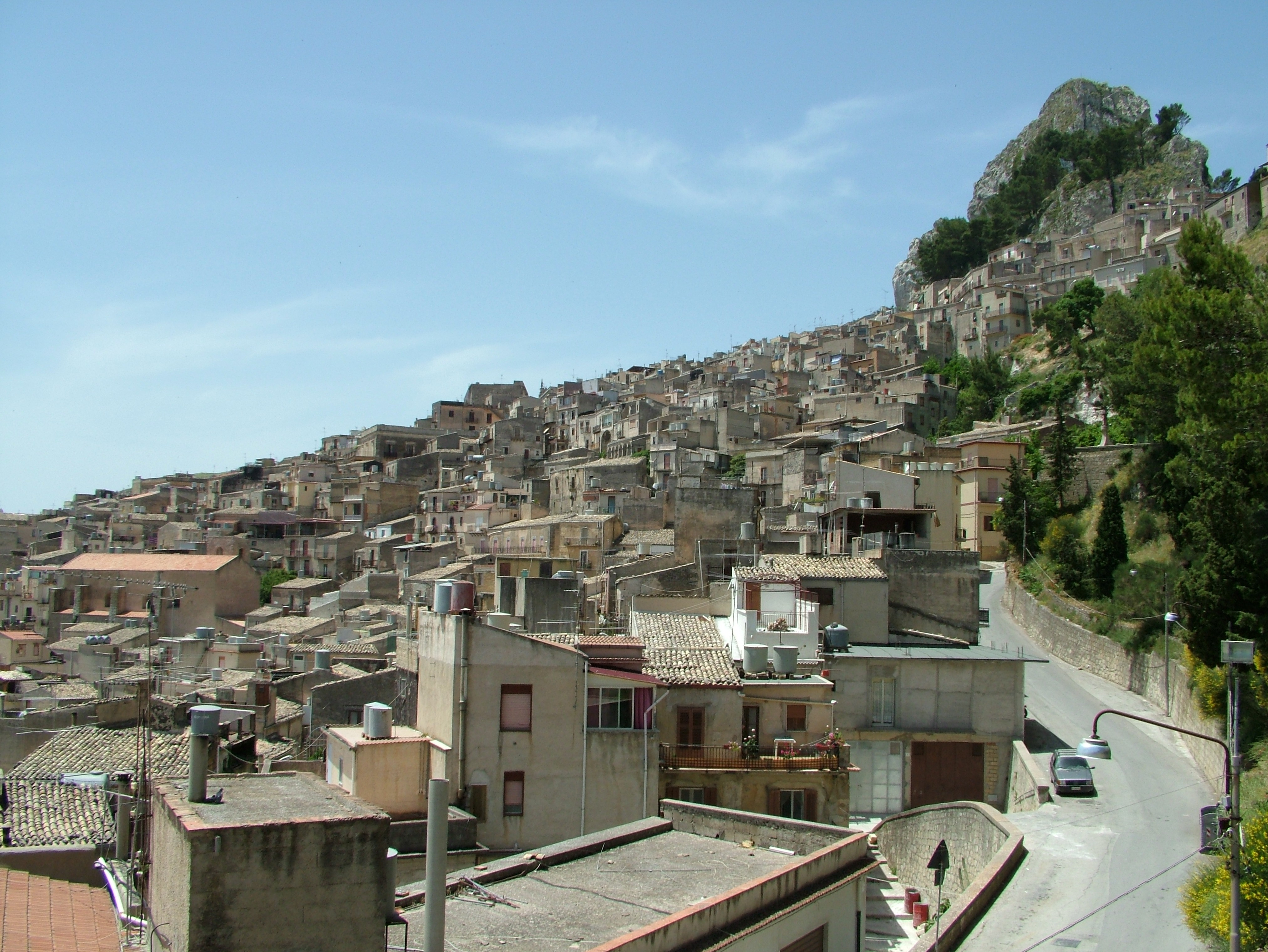

Щорічний фестиваль відбувається 18 серпня. Покровитель — San Pellegrino.

## Демографія
Населення за роками:

Станом на 1 січня 2023 року в муніципалітеті офіційно проживало 129 іноземців з 13 країн, серед них 103 громадяни країн Євросоюзу та 3 громадяни України.

## Сусідні муніципалітети
- Бізаккуїно
- Бурджо
- Каламоначі
- К'юза-Склафані
- Джуліана
- Рибера
- Самбука-ді-Сицилія
- Шакка
- Віллафранка-Сікула